# The Vanishing Shadow
The Vanishing Shadow è un serial cinematografico statunitense in 12 episodi del 1934 diretto da Lew Landers. Vi compare quella che si ritiene essere una delle prime apparizioni di una pistola a raggi in un film. Nel suo libro del 1998 sui serial di film di fantascienza, Roy Kinnard riportava che nessuna copia sembrava essere sopravvissuta. Un trailer di anteprima dei nitrati da 35 mm contenente tre minuti del serial è conservato nell'archivio della George Eastman House a Rochester, New York ma non era disponibile per la proiezione poiché non era mai stato trasferito su Pellicola di acetato di cellulosa.  Nel 2010 però tutti i 12 capitoli della serie sono stati resi disponibili su YouTube e, nel 2019, sono stati pubblicati in DVD.

## Trama
Serial in 12 episodi in cui Stanley Stanfield vendica la morte del padre per mano di politici corrotti. Nella sua crociata sviluppa un'ampia varietà di dispositivi fantascientifici come pistole a raggi, robot e una cintura di in grado di renderlo invisibile.

## Elenco episodi
1. Accused of Murder
2. The Destroying Ray
3. The Avalanche
4. Trapped
5. Hurled from the Sky
6. Chain Lightning
7. The Tragic Crash
8. The Shadow of Death
9. Blazing Bulkheads
10. The Iron Death
11. The Juggernaut
12. Retribution